# Sal Zizzo
Sal Zizzo, właśc. Salvatore Zizzo (ur. 3 kwietnia 1987 w San Diego) – amerykański piłkarz pochodzenia włoskiego grający na pozycji skrzydłowego lub napastnika.

## Kariera
Salvatore grał w reprezentacji Stanów Zjednoczonych do lat 20, z którą zagrał na młodzieżowych mistrzostwach świata. Po dobrych występach podpisał kontrakt z Hannoverem 96. W lipcu 2009 roku został wypożyczony do końca sezonu 2009/2010 do Fortuny Düsseldorf. Następnie grał w Chivas USA, Portland Timbers, Sporting Kansas City i New York Red Bulls. W 2018 roku przeszedł do Atlanta United FC.

## Reprezentacja
Zizzo w pierwszej reprezentacji Stanów Zjednoczonych zadebiutował 22 sierpnia 2007 w spotkaniu towarzyskim ze Szwecją.

## Życie osobiste
Salvatore Zizzo posiada obywatelstwo amerykańskie i włoskie.